# Opera omnia
La locuzione latina opera omnia (lett. "tutte le opere") è usata soprattutto in editoria e in bibliografia per indicare il complesso degli scritti di un autore, presentati nella loro stesura più completa e definitiva, e l'edizione stessa che li raccoglie.
Ad es., l'opera omnia di Giosuè Carducci fu pubblicata dapprima in 20 volumi (Bologna, N. Zanichelli, 1889-1909) e poi nell'edizione nazionale in 30 volumi per le Opere  (Bologna, N. Zanichelli, 1935-40) e in 20 volumi per le Lettere (Bologna, N. Zanichelli, 1939-1968).
Questa locuzione, neutro plurale in latino, è utilizzata perlopiù in italiano come sostantivo femminile singolare; meno comune, ma più coerente con la corrispondenza tra neutro latino e maschile italiano, è la forma "gli opera omnia".